# Паук (река у Русији)
Паук (рус. Паук; адиг. Пцэщыщ, Пэкъо) малена је река на југу европског дела Руске Федерације. Протиче преко југозападних делова Краснодарске покрајине, односно преко њеног Туапсиншког рејона. 
Извире на западним обронцима Великог Кавказа, на планини Месажај на надморској висини од око 300 метара, а улива се у Црно море код града Туапсеа. Укупна дужина водотока је свега 6,8 километара, а површина басена је око 14,5 km². 